# Universal Superliner
Die Universal Superliner waren eine Baureihe von Mehrzweck-Linien-Stückgutschiffen der finnischen Reederei Finnlines. Die Schiffe wurden 1970 bis 1972 in drei Einheiten bei den Emder Nordseewerken gebaut.

## Einzelheiten
Der Schiffstyp war im Hinblick auf die speziellen Anforderungen der finnischen Auftraggeber entwickelt worden. Die Bezeichnung Universal Superliner steht für das besonders flexible Konzept der drei jeweils rund 30 Millionen D-Mark teuren Stückgut-Linienschiffe.
Vor dem Hintergrund der veränderten Marktbedingungen im Zuge der weltweiten Containerrevolution und des steigenden RoRo-Verkehrs der frühen 1970er Jahre wurden die Schiffe mit besonders vielfältigen Lade- und Löscheinrichtungen ausgestattet. Die Superliner hatten etwa drei Viertel achtern über der Maschinenanlage angeordnete Aufbauten und sechs Laderäume mit einem Rauminhalt von 36.216 m³ (Schüttgut). Fünf Laderäume waren vor dem Deckshaus, ein Laderaum hinter dem Deckshaus angeordnet. Außer den Lukendeckeln für Ladungsumschlag im Lift on/Lift off-Verfahren konnte rollende Ladung über die Heckrampe bis zum Laderaum 2 geladen und gelöscht werden, wozu die Zwischendecks in der Höhe verfahren werden konnten. Zusätzlich verfügten die Schiffe seitlich über jeweils drei Seitenpforten mit Ladungsaufzügen für palettierte Ladung, wie Papierrollen. Als eigenes Ladegeschirr standen zum einen 18 Ladebäume mit 5/10 Tonnen zur Verfügung, darüber hinaus besaß jedes Schiff zwei 40-Tonnen-Stülcken-Schwergutbäume, die im gekoppelten Betrieb bis zu 72 Tonnen heben konnten. Die mittleren Laderäume neben den Schwergutbäumen waren für den Containertransport eingerichtet. Die Containerkapazität lag insgesamt bei 530 TEU. Unter dem Achterdeck lagen kleine Verschlussladeräume, unter dem Laderaum 1 waren Süßöltanks eingebaut.
Als Antrieb diente ein Sulzer-Sechszylinder-Zweitakt-Dieselmotor, der direkt auf den Festpropeller wirkte. Der Motor hatte eine Leistung von 16.000 PS und erlaubte eine Geschwindigkeit von rund 20 Knoten. Die Bordenergie wurde durch drei Hilfsdiesel mit jeweils 788 Kilowatt Leistung bereitgestellt. Zur Unterstützung der An- und Ablegemanöver stand ein Bugstrahlruder zur Verfügung.

## Die Schiffe
| Die Universal Superliner | Die Universal Superliner | Die Universal Superliner | Die Universal Superliner      | Die Universal Superliner             | Die Universal Superliner                                                       | Die Universal Superliner              | Die Universal Superliner |
| Bauname                  | Baunummer                | IMO-Nummer               | Auftraggeber                  | Stapellauf / Indienststellung        | Umbenennungen                                                                  | Verbleib                              |                          |
| ------------------------ | ------------------------ | ------------------------ | ----------------------------- | ------------------------------------ | ------------------------------------------------------------------------------ | ------------------------------------- | ------------------------ |
| Finn-Amer                | 421                      | 7041455                  | Amer-Tupakka O/Y              | 19. Dezember 1970                    | 1977 Concordia Amer, 1977 Finn-Amer, 1981 Imperial                             | Abbruch ab 6. Juni 1992 in Chittagong |                          |
| Finnbuilder              | 422                      | 7110323                  | Rakennustoimisto Jussi Ketola | 5. Juni 1971                         | 1977 Concordia Builder, 1978 Finnbuilder, 1981 Northern Sapphire, 1981 Copiapo | Abbruch ab 1. Mai 1992 in Chittagong  |                          |
| Finnsailor               | 423                      | 7119745                  | Enso-Gutzeit O/Y              | 24. September 1971 / 28. Januar 1972 | 1976 Concordia Sailor, 1978 Finnsailor, 1981 Aconcagua, 1993 Aconcagua I       | Abbruch ab 7. April 1995              |                          |